# Loch a' Bhainne
Loch a' Bhainne (engelska: Milk Loch) är en sjö i Storbritannien.   Den ligger i kommunen Highland och riksdelen Skottland, i den nordvästra delen av landet, 700 km nordväst om huvudstaden London. Loch a' Bhainne ligger 322 meter över havet.I omgivningarna runt Loch a' Bhainne växer i huvudsak blandskog.